# HD133095
HD133095 — хімічно пекулярна зоря спектрального класу A1, що має видиму зоряну величину в смузі V приблизно  8,6.
Вона  розташована на відстані близько 934,5 світлових років від Сонця.